# Stephen Amell
Stephen Amell (født 8. maj 1981) er en canadisk skuespiller.
Amell er kendt for sin rolle som selvtægtsmanden Oliver Queen / Arrow på CW Network i tv-serie Arrow.